# Vagarsapat
Vagarsapat (örményül: Վաղարշապատ), más néven Ecsmiadzin, a keleti örmény nyelvjárásban Edzsmiacin (örményül: Էջմիածին) Örményország negyedik legnagyobb városa, Armavir tartomány legnépesebb városa. Jerevántól 18 km-re nyugatra fekszik és egyben Jereván egyik elővárosa. A tartományi székhelytől Armavirtól 25 km-re keletre található.
Vagarsapat az Örmény apostoli ortodox egyház székhelye, az örmény nép vallási és szellemi központja.
2008-ban a város lakossága 56 757 fő.

## A székesegyház
Vagarsapat székesegyháza a világ egyik legrégebbi keresztény temploma, és vélhetően a legrégebbi székesegyház. A 4. század első éveiben épült, 303-ban készült el eredeti formájában abban az időben, amikor Örményország világelsőként lett keresztény állam. Az épületet többször is bővítették az évszázadok folyamán, jelentősen 480-ban, 618-ban és 1658-ban. Az épület 2000 óta az UNESCO világörökség része.